# Ashley Callie
Ashley Callie (Johannesburgo, 30 de diciembre de 1976 - Ib. 15 de febrero de 2008) fue una actriz sudafricana, reconocida principalmente por su papel de Leone Haines en la serie de televisión Isidingo entre 2000 y 2008. Falleció el 15 de febrero de 2008 a consecuencia de las lesiones en la cabeza que sufrió en una colisión automovilística en Johannesburgo el 8 de febrero del mismo año.

## Biografía

### Primeros años y carrera
Callie nació en Johannesburgo. Asistió a la escuela St Mary's y más tarde obtuvo una licenciatura en artes dramáticas en la Universidad de Witwatersrand. Comenzó su carrera con un papel en la producción televisiva de la SABC Homeland, dirigida por Neil Sundstrom. A partir de entonces protagonizó varias series, entre ellas The Uninvited Guest y Natural Rhythm. También pasó un tiempo en Ciudad del Cabo, donde protagonizó varios anuncios para el mercado local sudafricano.
El 15 de marzo de 2007 aseguró en una entrevista con la revista Top Billing que interpretar el papel de Lee Haines en la serie Isidingo había sido una ambición de toda su vida, pues era fanática de esta producción sudafricana desde que salió al aire por primera vez en 1998. En la entrevista confesó que no le gustaba la fama que acompañaba a su celebridad y que su familia era una parte muy importante de su vida.
Por su papel en la serie, Callie ganó el premio a la mejor actriz en los South African Film and Television Awards, otorgado el 28 de octubre de 2006 en el Centro de Convenciones Gallagher de Johannesburgo. El 29 de febrero de 2008 se le concedió el premio Mzansi Star Actress en la ceremonia inaugural de los premios Stars of Mzansi, celebrada en el South African State Theatre de Johannesburgo. El premio fue aceptado en su nombre por sus compañeros en Isidingo Robert Whitehead y Steven Miyambo.

### Fallecimiento
El 8 de febrero de 2008, Callie volvía a casa desde el lanzamiento del Calendario Pirelli en Hyde Park, Gauteng, cuando su auto Smart chocó con un Renault alrededor de las diez y media de la noche. Fue trasladada al Hospital General de Johannesburgo, donde fue operada para aliviar la presión en su cerebro. Cuatro días después, su hermana Lauren informó a los medios de comunicación que Callie se encontraba estable, sin embargo, murió el 15 de febrero por complicaciones de las heridas que había sufrido durante el accidente.

### Caso judicial
Poco después de la muerte de la actriz, la policía metropolitana de Johannesburgo emitió un comunicado especulando que Callie podría ser la culpable de su accidente. Según la declaración oficial, la actriz condujo por el lado equivocado de la carretera. Aunque el alcohol pudo haber sido un factor, según una portavoz del metro de Johannesburgo, Edna Mamonya, la sangre de ninguno de los conductores en el momento del incidente fue analizada para detectar esta sustancia. Sin embargo, el 28 de agosto de 2008, el conductor del segundo coche compareció ante el tribunal de primera instancia de Randburg, acusado de homicidio culposo y conducción temeraria y negligente. Las fuentes describen la acusación como un "triple golpe" para su familia: su padre se suicidó un mes después del accidente y su madre tuvo su propio accidente en abril del mismo año.
En el momento del accidente, el conductor anónimo llevaba cinco amigos con él en su auto. Un fiscal superior del estado afirmó la existencia de un testigo ocular que afirmaba haber presenciado los hechos. El caso se aplazó hasta el 3 de octubre de 2008 para dar tiempo al conductor de obtener representación legal.
En la fecha acordada, el conductor apareció con su abogado, Ronald Lotz. El caso se volvió a aplazar hasta el 20 de noviembre, ya que el jurista pidió tiempo para nombrar un experto que revisara el expediente. La magistrada Fatima Khan volvió a aplazarlo hasta el 14 de enero de 2009 para dar tiempo a Lotz de revisar las fotografías en color del accidente, ya que anteriormente sólo había podido revisar copias en blanco y negro. Al volver a reunirse el 14 de enero de 2009, se decidió trasladar el caso de Randburg al Tribunal de Magistrados de Johannesburgo, ya que la jurisdicción del asunto estaba en disputa. El caso se aplazó por quinta vez, hasta el 13 de febrero de 2009, cuando el Estado retiró el caso contra el conductor del segundo coche, citando la falta de pruebas como principal motivo de la decisión.

## Filmografía destacada
- 2008 - Mafrika como Xandra
- 2000 - Isidingo como Leone Haines
- 1996 - Homeland como Margaret Fourie
- 1995 - The Uninvited Guest como Val